# Saint-Amant-de-Montmoreau
Saint-Amant-de-Montmoreau är en kommun i departementet Charente i regionen Nouvelle-Aquitaine i västra Frankrike. Kommunen ligger  i kantonen Montmoreau-Saint-Cybard som ligger i arrondissementet Angoulême. År 2018 hade Saint-Amant 687 invånare.

## Befolkningsutveckling
Antalet invånare i kommunen Saint-Amant
Referens:INSEE